# Coupe Memorial 1952
Navigation
Édition précédente Édition suivante
La finale de l'édition 1952 de la Coupe Memorial est présentée au Maple Leaf Gardens de Toronto en Ontario ainsi qu'au Guelph Memorial Gardens de Guelph, également en Ontario et est disputé entre le vainqueur du Trophée George T. Richardson, remis à l'équipe championne de l'est du Canada et le vainqueur de la Coupe Abbott remis au champion de l'ouest du pays.

## Équipes participantes
- Les Biltmore Mad Hatters de Guelph de l'Association de hockey de l'Ontario, en tant que champion du Trophée George T. Richardson.
- Les Pats de Regina de la Ligue de hockey junior de la Saskatchewan en tant que vainqueur de la Coupe Abbott.

### Résultats
| Match | Vainqueur                      | Résultat | Perdant        | Lieu                             |
| ----- | ------------------------------ | -------- | -------------- | -------------------------------- |
| 1     | Biltmore Mad Hatters de Guelph | 8-2      | Pats de Regina | Guelph Memorial Gardens (Guelph) |
| 2     | Biltmore Mad Hatters de Guelph | 4-2      | Pats de Regina | Maple Leaf Gardens (Toronto)     |
| 3     | Biltmore Mad Hatters de Guelph | 8-2      | Pats de Regina | Maple Leaf Gardens               |
| 4     | Biltmore Mad Hatters de Guelph | 10-2     | Pats de Regina | Maple Leaf Gardens               |

## Effectifs
Voici la liste des joueurs des Biltmore Mad Hatters de Guelph, équipe championne du tournoi 1952 :
- Entraîneur : Alf Pike
- Gardiens : Marv Brewer.
- Défenseurs : Doug Ashley, Danny Blair, Fred Brady, Lou Fontinato, Aldo Guidolin et Harry Howell.
- Attaquants : Andy Bathgate, Frank Bettiol, Chick Chalmers, Jim Connelly, Ken Graham, Terry Hagan, Chas Henderson, Ken Laufman, Doug Lesser, Bill McCreary, Ron Murphy, Ronald Pirie, Dean Prentice, Ray Ross et Ron Stewart.